# جسيم نووي

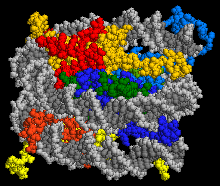
هيكل الكريستال من الجسيمات النووية. الهيستونات ، ، و وهي ملونة، DNA باللون الرمادي.

الجسيم النووي (بالإنجليزية: nucleosome)‏ عبارة الوحدة الأساسية المتكررة في بناء الصبغين (الكروماتين) حقيقي النوى والدنا حقيقي النوى وهو عبارة عن بروتينات هستونية مع دنا.
 تتواجد الجسيمات النووية في جميع خلايا حقيقيات النوى حيث تشكل معظم الكروماتين في هذه الخلايا باستثناء نوى الخلايا المنوية (sperm).

## معرض صور

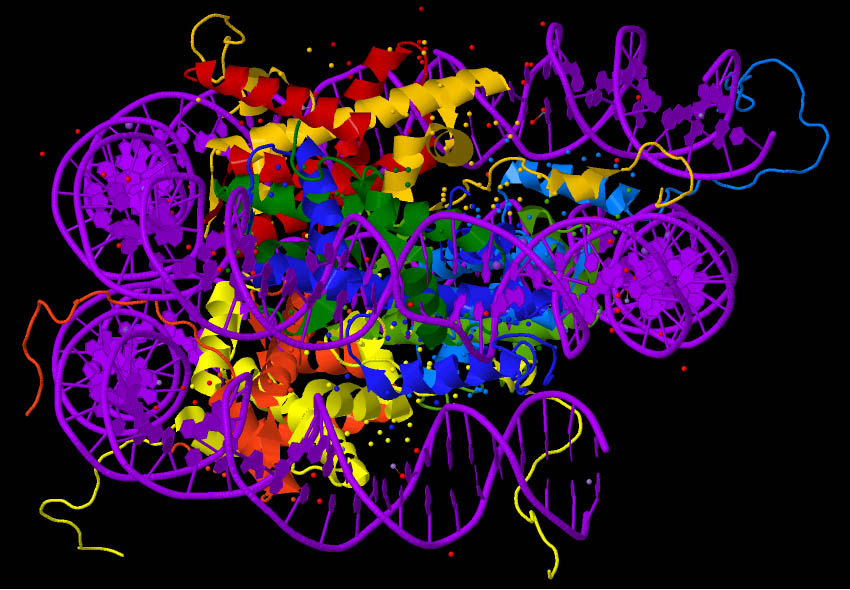
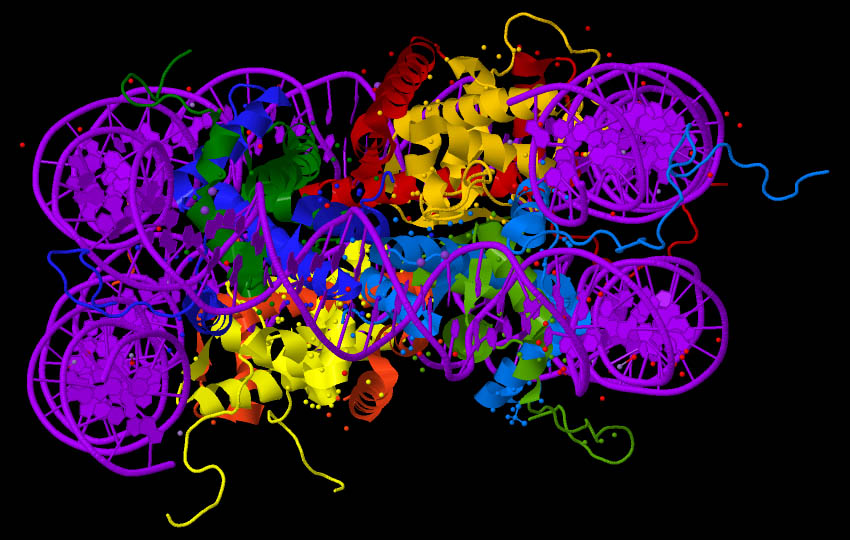
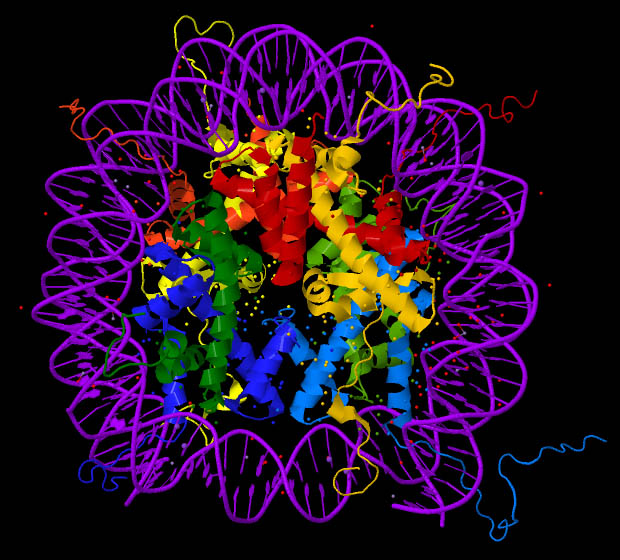